# Groupe de 32 Orionis
Pour les articles homonymes, voir Mamajek.
Le groupe de 32 Orionis, aussi nommé Mamajek 3 et abrégé en 32OR ou THOR, est un groupe mouvant dont 46 étoiles ou naines brunes sont considérées comme membres en mars 2017. Âgé d'environ 24 millions d'années. Le membre principal de ce groupe est l'étoile double 32 Orionis. Le groupe comprend également de nombreuses étoiles plus petites ainsi qu'au moins un objet ayant une masse à la frontière entre les planètes et les naines brunes.

## Membres reconnus
En date de mars 2017, 46 objets, étoiles ou naines brunes, sont reconnus comme membres du groupe. On notera que ce nombre de 46 compte comme un seul membre chaque binaire spectroscopique ; on comptant chaque étoile individuelle, le nombre est donc plus grand. Le tableau ci-dessous liste ces membres. La première colonne indique la désignation des étoiles membres au sein de l'association, telle qu'attribuée par Bell et al. en 2017. Par exemple, 32 Orionis est ainsi désignée THOR 1.
| No THOR | Autre désignation                                   | Type spectral | Commentaire                                 |
| ------- | --------------------------------------------------- | ------------- | ------------------------------------------- |
| 1       | 32 Orionis                                          | B5V+B7V       | Étoile double                               |
| 2       | HR 1807                                             |               |                                             |
| 3A      | HD 35714                                            |               |                                             |
| 3B      | HD 36823                                            |               |                                             |
| 4A      | HD 36002                                            |               |                                             |
| 4B      | 2MASS J05284050+0113333                             |               |                                             |
| 5       | HD 35499                                            |               |                                             |
| 6       | HD 36338                                            |               |                                             |
| 7       | HD 35695                                            |               |                                             |
| 8A      | HD 245567                                           |               |                                             |
| 8B      | 2MASS J05372061+1335310                             |               |                                             |
| 9       | HD 245059                                           |               |                                             |
| 10      | TYC 112-1486-1                                      |               |                                             |
| 11      | TYC 112-917-1                                       |               |                                             |
| 12      | 1RXS J052342.7+065156 (2MASS J05234246+0651581)     |               |                                             |
| 13      | V1874 Orionis                                       |               |                                             |
| 14A     | 2MASS J05351761+1354180                             |               |                                             |
| 14B     | 1RXS J053516.6+135404 (2MASS J05351625+1353594)     |               |                                             |
| …       |                                                     |               |                                             |
| 19      | 1RXS J052532.3+062534 (2MASS J05253253+0625336)     |               |                                             |
| …       |                                                     |               |                                             |
| 24      | 2MASS J05194398+0535021                             |               |                                             |
| ...     | ...                                                 | …             |                                             |
| 31      | 2MASS J05363692+1300369                             |               |                                             |
| 32      | 2MASS J05264073+0712255                             |               |                                             |
| 33      | 2MASS J05315786–0303367                             |               |                                             |
| 34      | 2MASS J05320596–0301159                             |               |                                             |
| 35      | 2MASS J05174962+0958221                             |               |                                             |
| 36      | 1RXS J052355.2+110110 (2MASS J05235565+1101027)     |               |                                             |
| 37      | 2MASS J05350092+1125423                             |               |                                             |
| 38      | 2MASS J05243009+0640349                             |               |                                             |
| 39      | 2MASS J05270634+0650377                             |               |                                             |
| 40      | 2MASS J05373000+1329344                             |               |                                             |
| 41      | WISE J052857.69+090104.2 / WISE J052857.08+090104.4 | L1            | Première naine brune connue dans le groupe. |